# Namibië op de Olympische Zomerspelen 2020
Namibië nam deel aan de Olympische Zomerspelen 2020 in Tokio, Japan.

## Medailleoverzicht
| Medaille | Naam            | Sport    | Onderdeel | Datum      |
| -------- | --------------- | -------- | --------- | ---------- |
| Zilver   | Christine Mboma | Atletiek | 200m (v)  | 3 augustus |

## Atleten
| sport       | mannen | vrouwen | totaal |
| ----------- | ------ | ------- | ------ |
| Atletiek    | 1      | 3       | 4      |
| Boksen      | 1      | 0       | 1      |
| Roeien      | 0      | 1       | 1      |
| Wielersport | 2      | 2       | 4      |
| Zwemmen     | 1      | 0       | 1      |
| totaal      | 5      | 6       | 11     |

## Sporten

### Atletiek
Mannen
Loopnummers
| atlete                | onderdeel | series | series | kwartfinale | kwartfinale | halve finale | halve finale | finale  | finale |
| atlete                | onderdeel | tijd   | rang   | tijd        | rang        | tijd         | rang         | tijd    | rang   |
| --------------------- | --------- | ------ | ------ | ----------- | ----------- | ------------ | ------------ | ------- | ------ |
| Tomas Hilifa Rainhold | marathon  | n.v.t. | n.v.t. | n.v.t.      | n.v.t.      | n.v.t.       | n.v.t.       | 2:18.28 | 41     |

Vrouwen
Loopnummers
| atlete             | onderdeel | series   | series | kwartfinale | kwartfinale | halve finale | halve finale | finale      | finale |
| atlete             | onderdeel | tijd     | rang   | tijd        | rang        | tijd         | rang         | tijd        | rang   |
| ------------------ | --------- | -------- | ------ | ----------- | ----------- | ------------ | ------------ | ----------- | ------ |
| Beatrice Masilingi | 200m      | 22,63 NR | 2 Q    | n.v.t.      | n.v.t.      | 22,40        | 2 Q          | 22,28       | 6      |
| Christine Mboma    | 200m      | 22,11 NR | 1 Q    | n.v.t.      | n.v.t.      | 21,97 WU20R  | 2 Q          | 21,81 WU20R | Zilver |
| Helalia Johannes   | marathon  | n.v.t.   | n.v.t. | n.v.t.      | n.v.t.      | n.v.t.       | n.v.t.       | 2:31.22     | 11     |

### Boksen
Mannen
| atleet       | onderdeel    | eerste ronde         | tweede ronde         | kwartfinale          | halve finale         | finale               | finale         |
| atleet       | onderdeel    | tegenstander uitslag | tegenstander uitslag | tegenstander uitslag | tegenstander uitslag | tegenstander uitslag | rang           |
| ------------ | ------------ | -------------------- | -------------------- | -------------------- | -------------------- | -------------------- | -------------- |
| Jonas Junius | lichtgewicht | n.v.t.               | Garside              | niet geplaatst       | niet geplaatst       | niet geplaatst       | niet geplaatst |

### Roeien
Vrouwen
| atlete         | onderdeel | series  | series | herkansingen | herkansingen | kwartfinale | kwartfinale | halve finale | halve finale | finale  | finale |
| atlete         | onderdeel | tijd    | rang   | tijd         | rang         | tijd        | rang        | tijd         | rang         | tijd    | rang   |
| -------------- | --------- | ------- | ------ | ------------ | ------------ | ----------- | ----------- | ------------ | ------------ | ------- | ------ |
| Maike Diekmann | skiff     | 7.56,37 | 3 KF   | bye          | bye          | 8.21,69     | 5 HC/D      | 7.40,77      | 3 FC         | 7.52,17 | 18     |

Legenda: FA=finale A (medailles); FB=finale B (geen medailles); FC=finale C (geen medailles); FD=finale D (geen medailles); FE=finale E (geen medailles); FF=finale F (geen medailles); HA/B=halve finale A/B; HC/D=halve finale C/D; HE/F=halve finale E/F; KF=kwartfinale; H=herkansing

### Wielersport

#### Mountainbiken
Mannen
| atleet      | onderdeel    | tijd          | rang |
| ----------- | ------------ | ------------- | ---- |
| Alex Miller | mountainbike | 1:34:26 +9:12 | 31   |

Vrouwen
| atlete           | onderdeel    | tijd      | rang |
| ---------------- | ------------ | --------- | ---- |
| Michelle Vorster | mountainbike | -3 Ronden | 36   |

#### Wegwielrennen
Mannen
| atleet           | onderdeel    | tijd | rang |
| ---------------- | ------------ | ---- | ---- |
| Tristan de Lange | wegwedstrijd | DNF  | DNF  |

Vrouwen
| atlete      | onderdeel    | tijd | rang |
| ----------- | ------------ | ---- | ---- |
| Vera Looser | wegwedstrijd | DNF  | DNF  |

### Zwemmen
Mannen
| atleet          | onderdeel             | series | series | halve finale | halve finale | finale    | finale |
| atleet          | onderdeel             | tijd   | rang   | tijd         | rang         | tijd      | rang   |
| --------------- | --------------------- | ------ | ------ | ------------ | ------------ | --------- | ------ |
| Phillip Seidler | 10km openwaterzwemmen | n.v.t. | n.v.t. | n.v.t.       | n.v.t.       | 1.53.14,1 | 16     |